# Pedicia (Pedicia) lewisiana
Pedicia (Pedicia) lewisiana is een tweevleugelige uit de familie Pediciidae. De soort komt voor in het Nearctisch gebied.